# Konopnicka
Konopnicka – krater uderzeniowy na powierzchni Wenus o średnicy 20,1 km, położony na 14,5° szerokości północnej i 166,6° długości wschodniej.
Nazwany na cześć polskiej poetki Marii Konopnickiej.